# Мојсеј Угрин
Мојсеј Угрин (рус. Моисей Угрин; † 1043) је руски светитељ, монах Кијевско-печерске лавре. Канонизован је од стране Руске православне цркве као преподобни.
Рођен је у Мађарској. Као младић, заједно са братом Георгијем служио је у служби принца Бориса од Ростова. Након што је његов брат убијен заједно са принцем Борисом на реци Алти одлази у Кијев.
Тамо је заробљен и одведен у Пољску. Тамо се сусрео са монасима из Свете горе, и под њиховим утицајем се замонашио. Из Пољске одлази у Кијевско-печерски манастир.
Преподобни Мојсије је живео у манастиру 10 година.
Умро је 1043. године, а сахрањен је у близини пећине светога Антонија Печерског у Кијевско-печерској лаври.
Православна црква прославља преподобног Мојсија 26. јула по јулијанском календару.